# Cordia bullulata
Cordia bullulata là loài thực vật có hoa trong họ Mồ hôi. Loài này được Killip ex Estrada & García-Barr. mô tả khoa học đầu tiên năm 1995.